# Arabsat 5C
O Arabsat 5C é um satélite de comunicação geoestacionário saudita construído pelas empresas Astrium e Thales Alenia Space. Ele está localizado na posição orbital de 20 graus de longitude leste e é operado pela Arabsat. O satélite foi baseado na plataforma Eurostar-3000 e sua expectativa de vida útil é de 15 anos.

## História
A Arabsat selecionou em janeiro de 2009, o consórcio entre a Astrium e a Thales Alenia Space para construir e entregar em órbita o novo satélite Arabsat 5C.
O Arabsat-5C é um satélite multi-missão, que fornece capacidade em banda C e frequências de banda Ka na posição de 20 graus de longitude leste para uma ampla gama de serviços de comunicações via satélite. O Eurostar-3000 modelo equipado com uma carga de 26 transponders ativos em banda C e 12 em banda Ka, o satélite Arabsat 5C terá uma potência de 10 kW no final do seu período de vida de 15 anos.

## Lançamento
O satélite foi lançado com sucesso ao espaço no dia 21 de setembro de 2011, às 21:38 UTC, por meio de um veículo Ariane-5ECA, lançado a partir do Centro Espacial de Kourou, na Guiana Francesa, juntamento com o satélite SES-2. Ele tinha uma massa de lançamento de 4.630 kg.

## Capacidade e cobertura
O Arabsat 5C é equipado com 26 transponders em banda C e 12 em Banda Ka ativos para fornecer uma ampla gama de serviços de telecomunicações para MENA com cobertura no Oriente Médio e Norte da África.